# Peleteria umbratica
Peleteria umbratica är en tvåvingeart som beskrevs av Zimin 1961. Peleteria umbratica ingår i släktet Peleteria och familjen parasitflugor. Inga underarter finns listade i Catalogue of Life.